# Menader

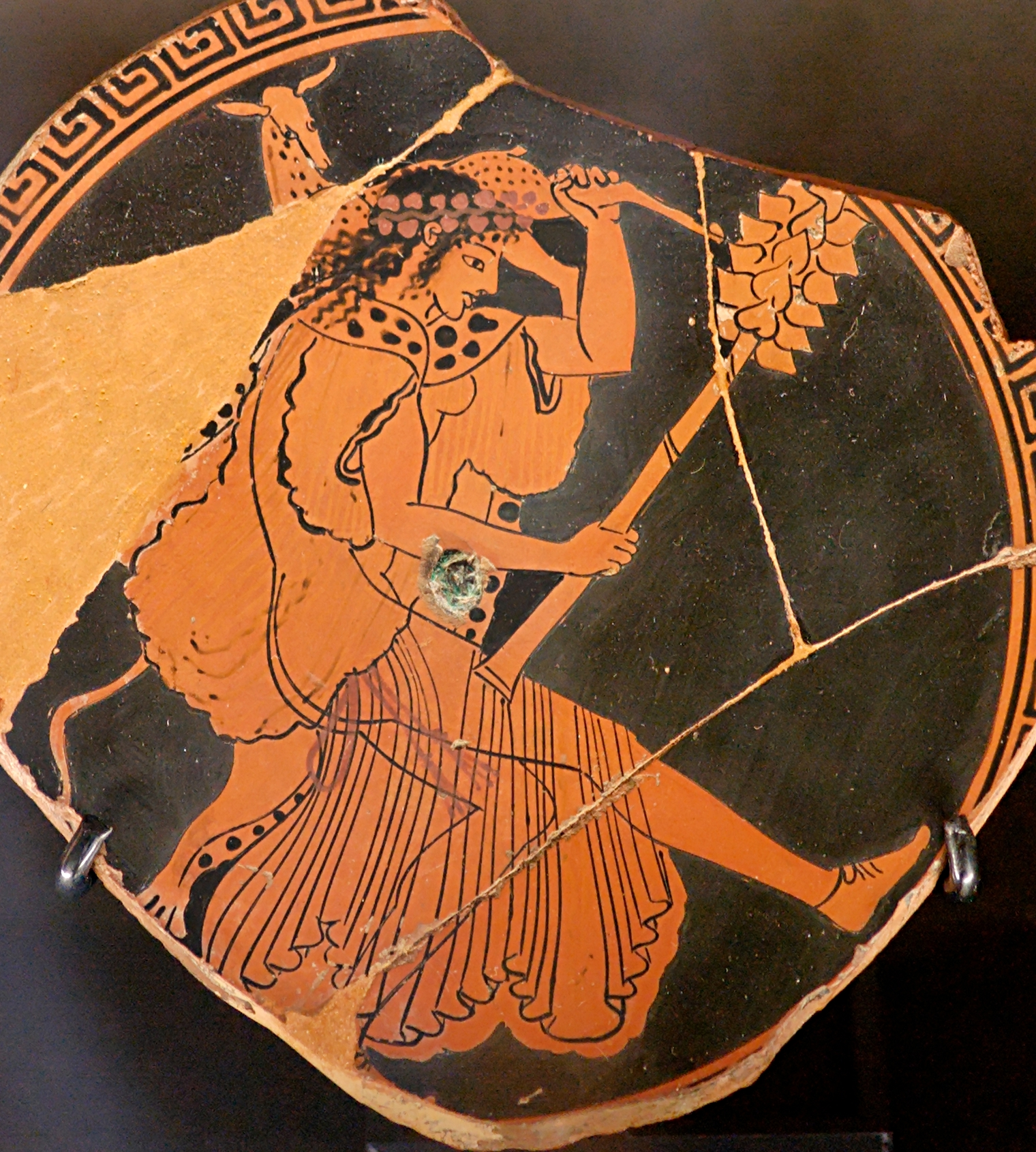
Menad. Fragment av en attisk rödfigurig kopp, cirka 480 f.Kr.

I grekisk mytologi var backanter (grekiska: bacchantes), menader (mainomai, "bli rasande"), thyiader eller bassarider (bassaridai) kvinnliga tillbedjare av Dionysos/Bacchus. De var kända som vilda och galna kvinnor som det inte gick att resonera med. Under kulten dansade de i samklang med naturkrafterna. 
Mysterierna kring guden Dionysos försatte dessa kvinnor i extatisk besatthet; de gav efter för ursinnigt våld, blodsutgjutelse, sex, berusning och självsvåld. De avbildades antingen nakna eller iförda hjortskinn, kransar av murgröna eller pinje och bärande thyrsosstavar.

Backant - porslinsfigurin av Friedrich Elias Meyer